# Ото фон Баленщет
Ото фон Баленщет Богатия (на немски: Otto von Ballenstedt, der Reiche; * 1070; † 9 февруари 1123) от фамилията Аскани, е от 1080 г. граф на Баленщет и от 1112 г. херцог на Саксония. Той е първият от рода си, който носи титлата „граф на Анхалт“.

## Живот
Той е големият син на граф Адалберт II (1030 – 1080) и Аделхайд фон Ваймар-Орламюнде († 1100), дъщеря и наследничка на Ото от Ваймар († 1067), граф на Ваймар, маркграф на Майсен.
Ото става около 1080 г. заедно с брат си Зигфрид I граф на Баленщет след убийството на баща му Адалберт II от Егено II от Конрадсбург.
През 1094 г. той се жени за Айлика Саксонска (* 1080; † 1142/1143), дъщеря на саксонския херцог Магнус Саксонски от род Билунги и на София Унгарска, дъщеря на унгарския крал Бела I. След смъртта на Айлика Асканиите получават половината от наследството на Билунгите.
След смъртта на неговия тъст херцог Магнус Саксонски, с когото през 1106 г. се прекратява мъжката линия на Билунгите, Ото има претенции за неговите владения – Херцогство Саксония, но за херцог е признат Лотар Суплинбургски, който присъединява към своите владения част от земите на Билунгите.
През 1112 г. император Хайнрих V назначава Ото за херцог на Саксония, но през същата година той вляза в спор с императора и е лишен от херцогското звание. След това Ото се обединява с Лотар III против императора. Ото си завоюва обратно Цербст и Залцведел от славяните.

## Деца и наследник
Има един син и една дъщеря
- Албрехт Мечката (* 1100, † 1170), който наследява баща си след смъртта му през 1123 г.
- Дъщеря му Аделхайд († 1139) се омъжва за маркграф Хайнрих IV от Нордмарк и, след като той умира през 1128 г., за Вернер III, граф на Остербург, от род Велтхайм.